# Wurmbea spicata
Wurmbea spicata är en tidlöseväxtart som först beskrevs av Nicolaas Laurens Nicolaus Laurent Burman, och fick sitt nu gällande namn av Théophile Alexis Durand och Schinz. Wurmbea spicata ingår i släktet Wurmbea och familjen tidlöseväxter.

## Underarter
Arten delas in i följande underarter:
- W. s. spicata
- W. s. ustulata